# Asau (Tuvalu)
Asau ist Verwaltungssitz und Hauptort von Vaitupu im pazifischen Inselstaat Tuvalu. Es ist das einzige Dorf auf dem neun Inseln umfassenden Atoll. Asau liegt im Südwesten der Hauptinsel und hat 502 Einwohner (Stand 2012).
Asau untergliedert sich in die Viertel Asau im Süden und Tumaseu im Norden. Der Ort verfügt über ein Krankenhaus, Kirche, Sportplatz, Grundschule, weiterführende Schule (Motufoua Secondary School) und Postamt.
Nach Asau ist ein Marskrater benannt (siehe auch Liste der Marskrater/A).